# Dyvelsten
Dyvelsten är en tätort i Forshaga distrikt i Forshaga kommun. Dyvelsten är beläget på Klarälvens västra strand, omkring två kilometer nedströms Forshaga. Här finns Dyvelstens flottningsmuseum, som beskriver timmerflottningens historia i Klarälven. 

## Befolkningsutveckling
| Befolkningsutvecklingen i Dyvelsten 1995–2020 | Befolkningsutvecklingen i Dyvelsten 1995–2020 | Befolkningsutvecklingen i Dyvelsten 1995–2020 | Befolkningsutvecklingen i Dyvelsten 1995–2020 | Befolkningsutvecklingen i Dyvelsten 1995–2020 |
| --------------------------------------------- | --------------------------------------------- | --------------------------------------------- | --------------------------------------------- | --------------------------------------------- |
|                                               |                                               |                                               |                                               |                                               |
| År                                            |                                               |                                               | Folkmängd                                     | Areal (ha)                                    |
| 1995                                          | 1995                                          |                                               | 192                                           | 44#                                           |
| 2000                                          | 2000                                          |                                               | 201                                           | 42                                            |
| 2005                                          | 2005                                          |                                               | 209                                           | 42                                            |
| 2010                                          | 2010                                          |                                               | 219                                           | 44                                            |
| 2015                                          | 2015                                          |                                               | 241                                           | 46                                            |
| 2020                                          | 2020                                          |                                               | 251                                           | 47                                            |
| Anm.: Ny tätort 2000 # Som småort.            |                                               |                                               |                                               |                                               |